# ボウイ&キーチ
『ボウイ&キーチ』（Thieves like us）は、1974年のアメリカ合衆国の映画作品。
ニコラス・レイ監督『夜の人々』と同じ原作に基づく。

## あらすじ
三人組の脱獄者たちが強盗をやりながら生きている。主人公ボウイ以外のうちの一人の親戚の宿に泊まった時、ボウイはキーチという宿屋の娘に心を惹かれた。もう一人の最年長の仲間の義妹の家に泊まった時に、彼らは自分たちが高額報償金のついた指名手配中であることを知る。その後の強盗の際にボウイは交通事故に巻き込まれ、キーチのいる宿屋に匿われる。そこで、キーチと結ばれて、二人は愛を誓い合う。その後の強盗の後に最年長の仲間は死に、もう一人の仲間は刑務所に入ってしまう。ボウイとキーチは最年長の仲間の義妹が経営することになったモーテルに転がり込む。そこを拠点に、ボウイは保安官に成りすまし、生き残った方の仲間を奪還するが、仲間がキーチを侮辱したこと等に立腹したボウイは彼を車から放り出してしまう。モーテルでは、最年長の仲間の義妹がキーチに黙って警察を呼び、帰ってきたボウイは、泣き叫ぶキーチの眼前で射殺される。キーチはボウイの子を宿した腹を抱えて、列車に乗る。

## キャスト
- キース・キャラダイン
- シェリー・デュヴァル
- ルイーズ・フレッチャー

## スタッフ
- 監督：ロバート・アルトマン
- 原作：エドワード・アンダーソン
- 衣装：ポリー・プラット

## こぼれ話
- ルイーズ・フレッチャーはたまたまプロデューサーと結婚したことから役に抜擢され[3]、本作品の出演がミロス・フォアマンの目に留まり『カッコーの巣の上で』の婦長役にオファーされた[4]。
- 衣装を手がけたポリー・プラットは『ブロードキャスト・ニュース』『ローズ家の戦争』の監督・製作などで知られるジェームズ・L・ブルックス作品の共同プロデューサーでもあり、脚本家として『さよならミス・ワイコフ』の脚色も手がけたことがある[5]。